# Mama Gâscă

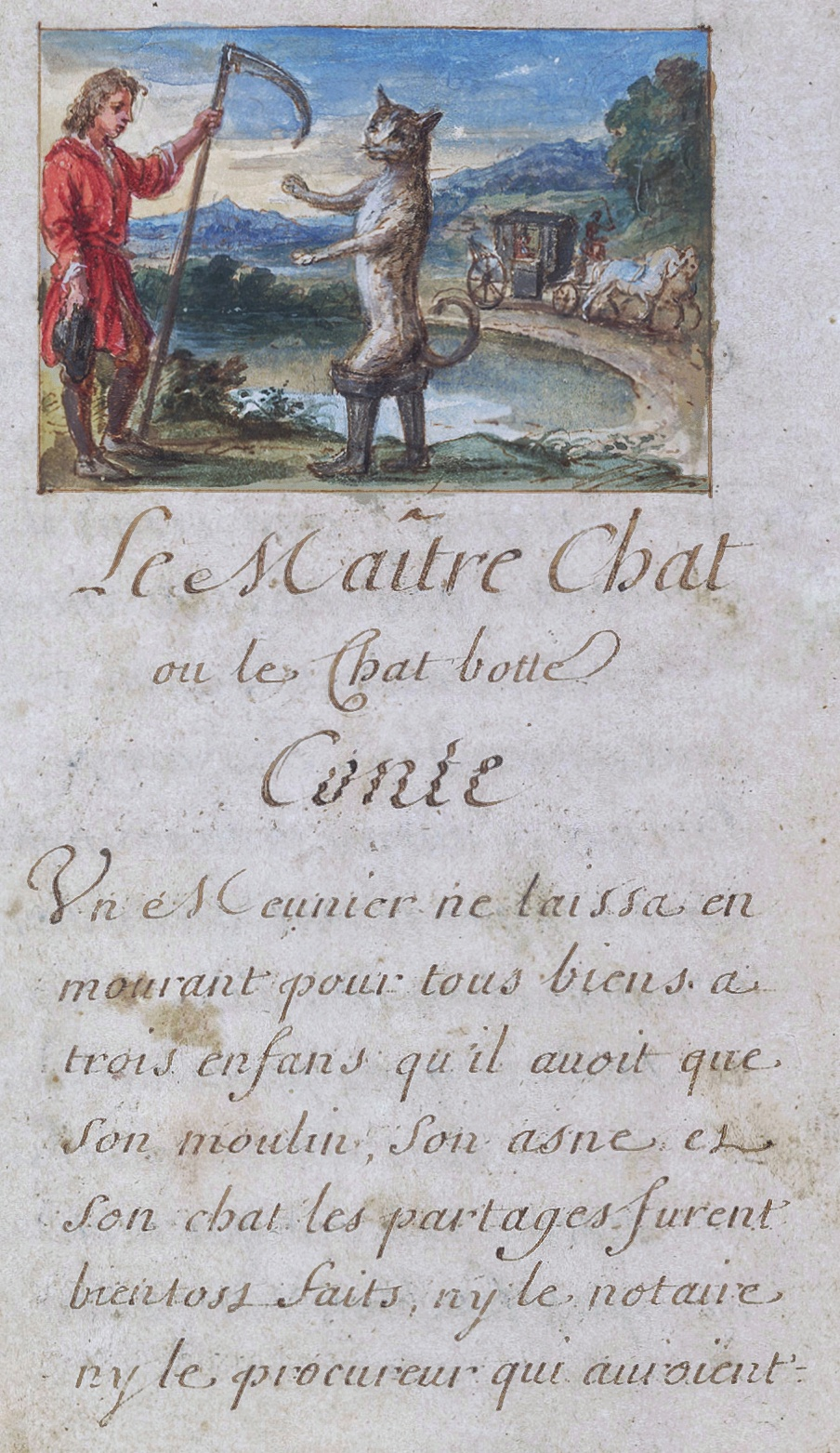
Ilustraţie la povestea Motanul încălţat, dintr-o ediţie scrisă de mână şi ilustrată a cărţii Poveştile Mamei Gâşte, de Charles Perrault

Mama Gâscă (în engleză Mother Goose) este un personaj din literatura basmelor și poeziilor pentru copii.
Mama Gâscă este numele generic pentru femeia de la țară care se presupune că este la originea poveștilor și versurilor. Cu toate acestea, nu există un scriitor identificat cu acest nume, prima dată personajul apărând într-o revistă în versuri de întâmplări săptămânale, La Muse Historique, care a fost scoasă timp de câțiva ani de Jean Loret la mijlocul secolului 17. 
Comentariul, ...comme un conte de la Mere Oye ("...ca o povestire a Mamei Gâște") arată că termenul era deja în uz.
În Granary Burying Ground din Boston, Massachusetts este arătat turiștilor mormântul Mamei Gâscă. Faptele prezentate sunt totuși îndoielnice. Potrivit acestora, Mama Gâscă a fost un personaj real pe nume Elizabeth Foster Goose (1665-1758) sau Mary Goose (d. 1690, a trăit 42 ani) care a locuit în Boston în jurul anului 1660, soția lui Isaac Goose (Goose = Gâscă). Când s-au căsătorit ea avea șase copii și el zece. După moartea lui Isaac, Elizabeth s-a mutat la fata cea mare. Această variantă, susținută de istoricul Eleanor Early, ne spune că "Mama Gâscă" cânta toata ziua cântecele nepoților și alți copii veneau să o asculte. În cele din urmă ginerele ei a colecționat toate poezioarele și le-a publicat.
În cartea Adevăratele fețe ale Mamei Gâscă(1930), Katherine Elwes Thomas lansează ipoteza că imaginea și numele Mama Gâscă sau Mère l'Oye, pot fi bazate pe vechile legende despre soția regelui Robert al II-lea al Franței, Berthe la fileuse("Bertha torcătoarea") sau Berthe pied d'oie ("Bertha picioare de gâscă" ), supranumită la reine Pedauque care este de multe ori portretizată în legendele franțuzești ca țesând povești care fascinau copiii. Specialistă în tradițiile legate de Mama Gâscă, Iona Opie, nu susține însă nici una din aceste două ipoteze.
Inițiatorul basmelor ca gen literar, Charles Perrault, a publicat în 1695 sub numele fiului său o colecție de basme Histoires ou contes du temps passés, avec des moralités, cu subtitlul, Contes de ma mère l'Oye sau Poveștile Mamei Gâscă. Această publicare marchează punctul de plecare autentificat pentru poveștile Mamei Gâscă.
În 1729 apare o traducere engleză a colecției lui Perrault, cartea lui Robert Samber, Histories or Tales of Past Times, Told by Mother Goose sau Istorisiri trecute, povestite de Mama Gâscă, care introduce "Frumoasa Adormită", "Scufița Roșie", "Motanul Încălțat", "Cenușăreasa" publicului vorbitor de limbă engleză. Acestea erau basme. John Newberry a publicat o compilație de versuri englezești, Melodiile Mamei Gâscă sau Sonete pentru Leagăn (Londra, circa 1765), care a mutat prezența personajului din basme în poezii pentru copii, unde a rămas până de curând.
În 1837, John Bellenden Ker Gawler a publicat o carte (cu un al doilea volum in 1840) care prezintă originile Mamei Gâscă ca fiind din jocurile de cuvinte flamande.
În muzică, Maurice Ravel a scris Ma Mère l'Oye, o suită pentru pian, pe care apoi a orchestrat-o pentru balet.
Există de asemenea un cântec numit Mother Goose al formației de muzică rock progresiv Jethro Tull.